# Wildrose
La ville américaine de Wildrose est située dans le comté de Williams, dans l’État du Dakota du Nord. Lors du recensement de 2010, sa population s’élevait à 110 habitants.

## Histoire
Wildrose a été fondée en 1910.

## Démographie
| 1920 | 1930 | 1940 | 1950 | 1960 | 1970 |
| ---- | ---- | ---- | ---- | ---- | ---- |
| 449  | 518  | 472  | 430  | 361  | 235  |

| 1980 | 1990 | 2000 | 2010 | - | - |
| ---- | ---- | ---- | ---- | - | - |
| 214  | 193  | 129  | 110  | - | - |

## Source
- (en) Cet article est partiellement ou en totalité issu de l’article de Wikipédia en anglais intitulé « Wildrose, North Dakota » (voir la liste des auteurs).